# Loché-sur-Indrois

Loché-sur-Indrois este o comună în departamentul Indre-et-Loire, Franța. În 1 ianuarie 2022 avea o populație de 472 de locuitori.